# Monda
Monda là một đô thị trong tỉnh Málaga, cộng đồng tự trị Andalusia Tây Ban Nha. Đô thị này có diện tích là 58 ki-lô-mét vuông, dân số năm 2009 là 2410 người với mật độ 41,55 người/km². Đô thị này có cự ly 44 km so với tỉnh lỵ Málaga.